# النسرية (عفرين)
النسرية (بالكردية: Nisriyê‏) أو كما تعرف محليّاً قراباش هي قرية سوريّة تتبع إداريّاً لمحافظة حلب منطقة عفرين ناحية جنديرس. بلغ تعداد سكانها 208 نسمة حسب التعداد السكاني لعام 2004، و1,004 نسمة حسب قيود السجل المدني لنهاية عام 2005.